# Max Amberger

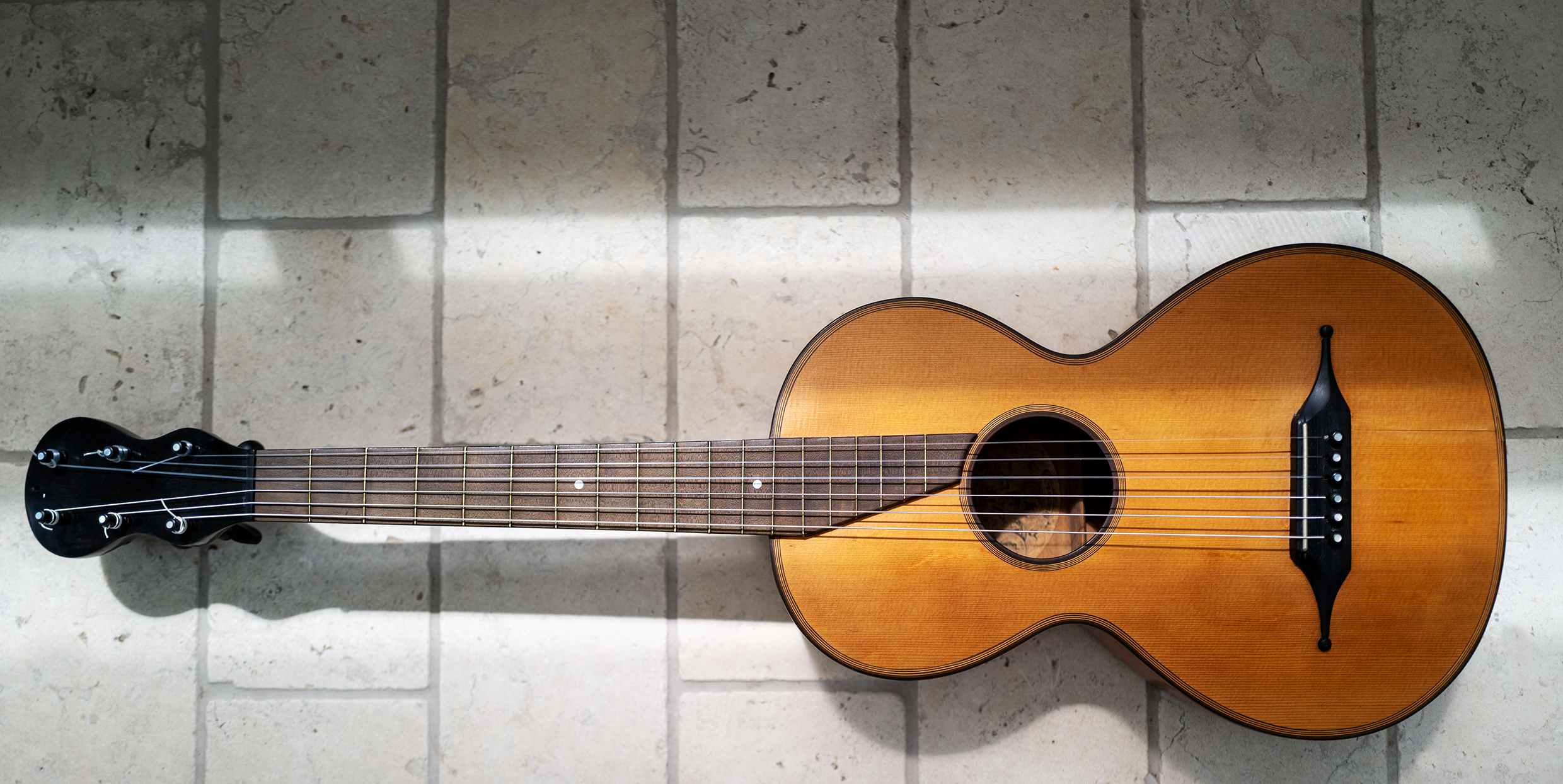
Max Amberger 1875

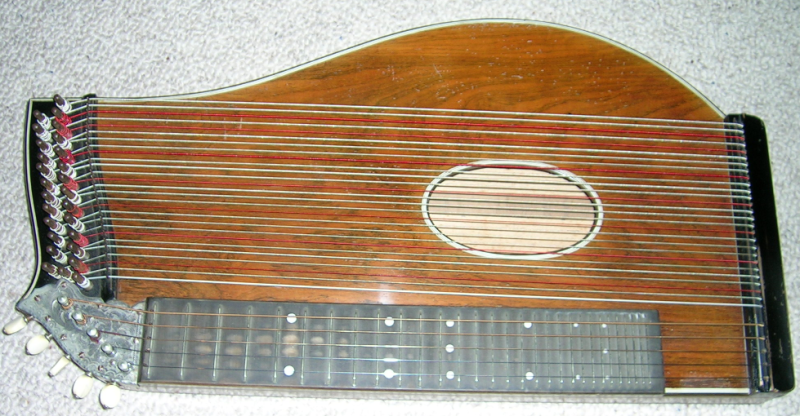
Max Amberger Konzertzither

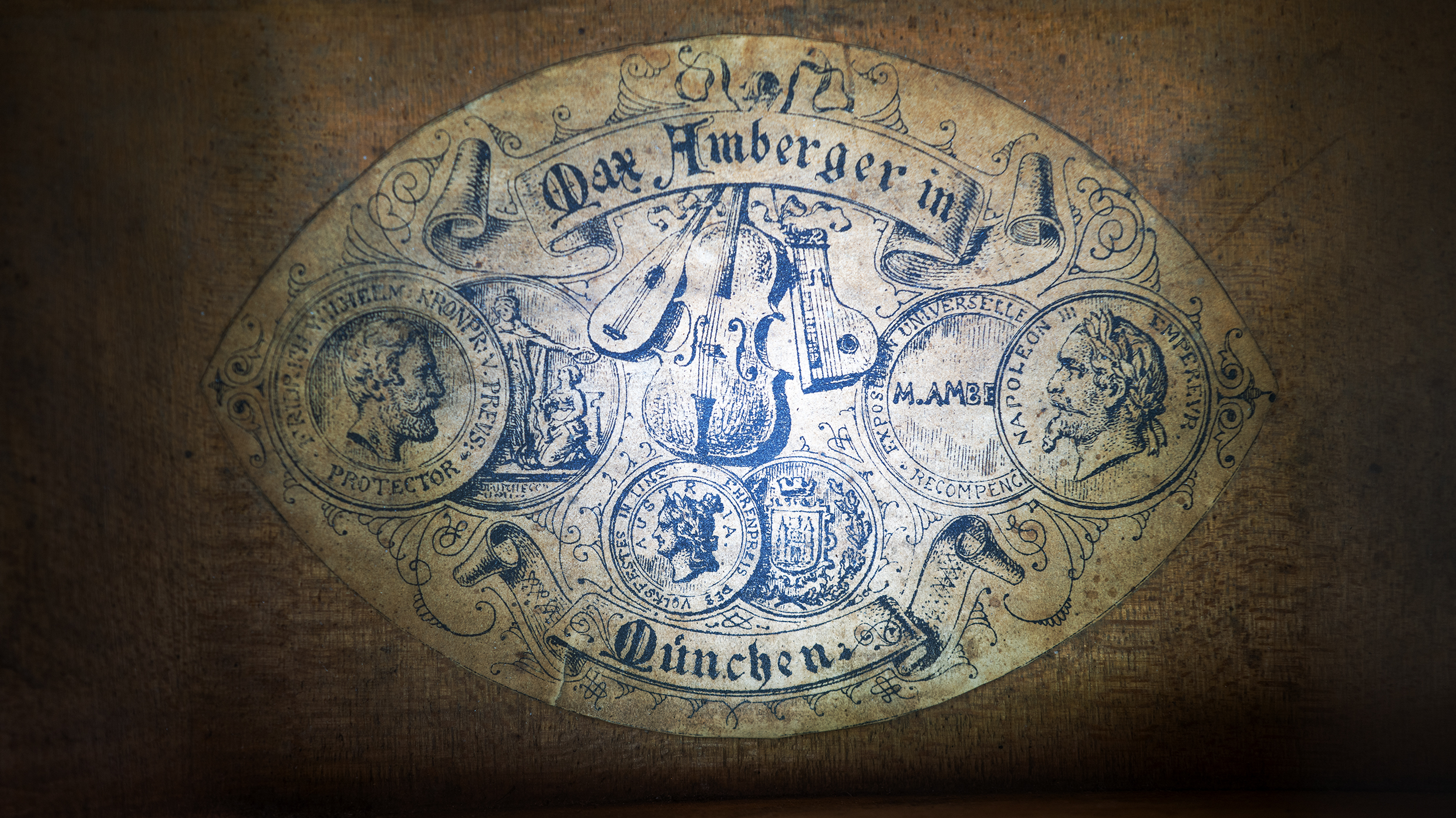
Max Amberger Label

Max Amberger (* 1839 in München; † 11. November 1889 in München) war ein deutscher Gitarren- und Geigenbauer sowie der Erbauer der ersten Konzertzither in der heutigen Bauform mit verlängerter Mensur. Als ein führender Instrumentenbauer seiner Zeit war Max Amberger Hoflieferant und erhielt zahlreiche internationale Preise, die auf den Etiketten (Label) seiner Instrumente dokumentiert sind. 
Der Instrumentenbauer gründete 1862 sein Geschäft in München. Seine Lehrzeit absolvierte er bei Georg Tiefenbrunner in München und Anton Kiendl in Wien. Die heutige Konzertzither entstand zwischen 1862 und 1870 in Zusammenarbeit mit dem Zitherspieler J. Steiner. Neben Zithern fertigte seine Firma auch Gitarren und Geigen an. Nach seinem Tod übernahm sein Sohn Henry Amberger das Unternehmen, das wiederum nach dem Tod von Henry von dessen Witwe weitergeführt wurde. Im Jahr 1921 wurde das Unternehmen von Hermann Hauser übernommen.  
2020 wurde „Max Amberger“ als Internationale Marke (IR-Marke) durch den Vorsitzenden des Stiftungsrates der Kulturstiftung „Hermann Hauser Guitar Foundation“,  Klaus Wolfgang Wildner, angemeldet. 